# Pseudotiron longicaudatus
Pseudotiron longicaudatus is een vlokreeftensoort uit de familie van de Synopiidae. De wetenschappelijke naam van de soort is voor het eerst geldig gepubliceerd in 1934 door Pirlot.